# 塞格雷河
塞格雷河（法語：Sègre；西班牙語：Río Segre）是歐洲的河流，流經法國和西班牙，屬於埃布羅河的支流，河道全長265公里，流域面積約20,000平方公里，平均流量每秒100.2立方米，發源自比利牛斯山。

## 外部連結
- Environmental Action for River Segre -"La Mitjana", Lleida (Spain)